# Whycocomagh
Whycocomagh ist einerseits eine kleine Gemeinde in der kanadischen Provinz Nova Scotia mit 831 Einwohnern (Stand: 2016). 2011 betrug die Einwohnerzahl 854.
Sie liegt am Ostrand des Inverness County im Mittelteil von Cape Breton Island, genauer am Nordwestufer des St. Patrick’s Channel, des nordwestlichen Arms des über 1000 km² großen Bras d’Or Lake und ist vom Biosphärenreservat Bras d’Or Lake umgeben. Der Name des Ortes ist eine anglisierte Version eines Mi'kmaq-Wortes, das ‚Quelle der Wässer‘ bedeutet.
Andererseits liegt in der Nähe des Ortes, auf der anderen, der Westseite des Skye River, das Reservat der namengebenden We'koqma'q First Nations, zu denen 624 Menschen gerechnet werden, und von denen im Jahr 1998 noch 88 % ihre Muttersprache beherrschten. Ihr Reservat heißt Whycocomagh 2 und hatte 2006 genau 623 Einwohner in 182 Unterkünften, 2001 waren es noch 635. Die Waycobah First Nation, wie sie das Department of Indian Affairs and Northern Development zu dieser Zeit noch nannte, zählte im Juni 2011 936 Angehörige, von denen 822 im Reservat lebten. Diese Zahl erhöhte sich, nunmehr unter dem Namen We'koqma'q First Nation, bis Juli 2017 auf 1001, von denen 886 im eigenen Reservat lebten, 33 in anderen Reservaten und weitere 82 außerhalb.
Auf der Ostseite hingegen leben überwiegend Nachfahren englischer und schottischer Zuwanderer, die ab dem 18. Jahrhundert dort lebten, und die den 1821 gegründeten Ort Hogamagh nannten. Möglicherweise trifft die lokale Überlieferung zu, dass es Mitte des 18. Jahrhunderts einen Häuptling namens Hogoma'w gab, der auf Seiten der Franzosen kämpfte.

## Geschichte

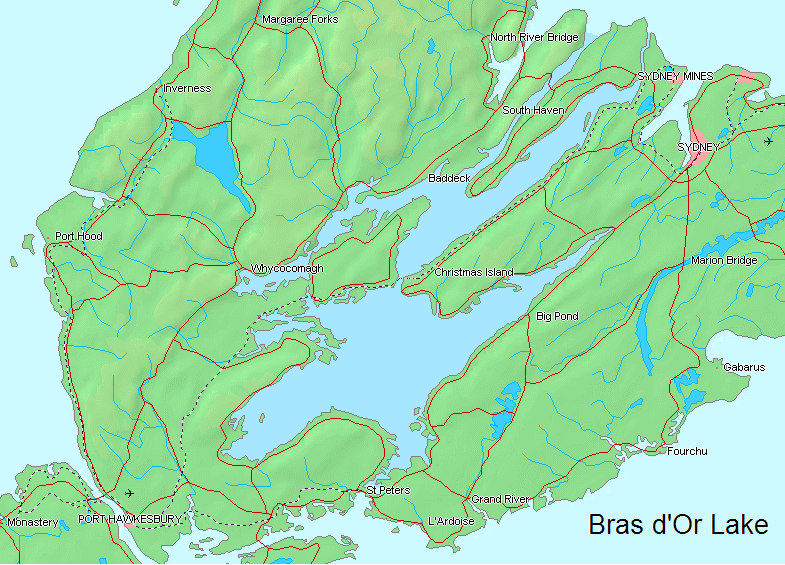
Übersichtskarte des Bras-d’Or-Sees

In den 1820er Jahren zog es viele Familien von den schottischen Inseln Tiree, Coll und Mull an die Westseite des Bras d’Or. Mit ihnen kam der Presbyterianismus in die Region, der in ihrer Heimat vorherrschte. Dabei kam es zu Spannungen mit den Mi'kmaq, so dass 1834 ein nur ihnen vorbehaltenes Gebiet eingerichtet wurde. Es umfasste insgesamt 12.205 Acre und war in sechs Distrikte gegliedert.
1847 bis 1848 kam es auf Cape Breton Island infolge eines besonders schneereichen und langen Winters, sowie einer Kartoffelkrankheit zu einem Hungerjahr, und auch die Farmer und Friedensrichter in Whycocomagh ersuchten bei der Regierung um Getreide und Saatgetreide. Viele Tiere waren verhungert. Doch die Lieferungen kamen nur schleppend an, die geringen Mengen konnten noch im Juni 1848 kaum die Menschen am Leben erhalten. Anfang der 1880er Jahre zog es viele Bewohner westwärts, etwa nach Manitoba.
Aus den USA flohen seit Anfang des 19. Jahrhunderts einige Sklaven in die Region um den Ort und siedelten dort. Sie lernten Gälisch.
1853 fand in dem kleinen Ort die größte Presbyterianerversammlung statt, die jemals auf der Insel stattgefunden hat, vielleicht sogar die größte Kanadas. Dabei kamen 8.000 Menschen zusammen, 200 Boote lagen im Hafen und 500 Pferde waren angekoppelt.
Mit dem Indian Act, dem Indianergesetz, war es Nicht-Indianern weitgehend untersagt worden, in Indianerreservaten zu leben. Doch der Squatter – diese eigneten sich ihrer Meinung nach ungenutztes Land ohne Gegenleistung an – David McLean missachtete die Forderungen der Mi'kmaq, ihr Land zu verlassen und verklagte den 1879 eingesetzten Indianeragenten Donald McIsaac. McLean forderte Ausgleich für die in den letzten 25 Jahren von ihm durchgeführten Landverbesserungen und reagierte ansonsten nicht auf die Forderungen der Indianer. 1882 wurde er zusammen mit seinem Sohn verhaftet. Die nun eingesetzte Jury sprach sich, trotz Ermahnungen des Richters in Port Hood, zugunsten des Squatters aus. McIsaac wandte sich nun an den Nova Scotia Supreme Court, den höchsten Gerichtshof der Provinz, der 1885 gegen den Squatter entschied. Der hatte jedoch die Entscheidung so lange hinausgezögert, dass ihm der Indianeragent es ermöglichte, Reservatsland zu kaufen.
An mehreren Orten in der Provinz feierten die katholischen Mi'kmaq regelmäßig den Tag der Heiligen Anna (St Anne’s Day). 1923 kamen dementsprechend Besucher aus dem weiten Umkreis, wie aus den Orten von Breton Island, aber auch aus Pomkat bei Antigonish oder aus Truro, sogar aus Rocky Point auf Prince Edward Island. Um die Presbyterianerkirche standen in diesem Jahr allein 75 Wigwams.
Eine der in ganz Kanada bekannten Literatinnen war die 2007 verstorbene Dichterin Rita Joe.

## Religion

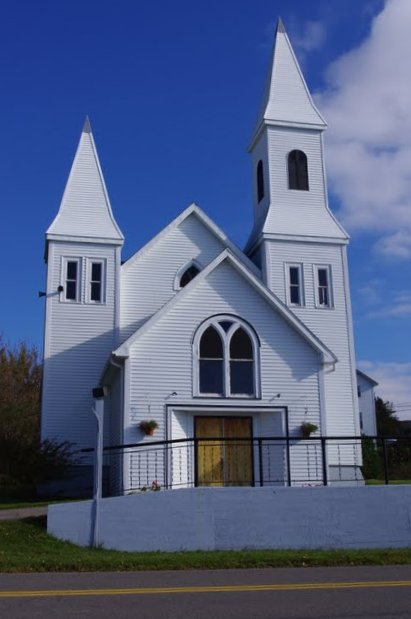
Die St.-Andrewskirche, das Gebetshaus der Presbyterianer

Während die Mi'kmaq in ihrem Reservatsdorf katholisch sind, waren die früh zugewanderten Familien im Nachbardorf allesamt Presbyterianer.

## Verkehr

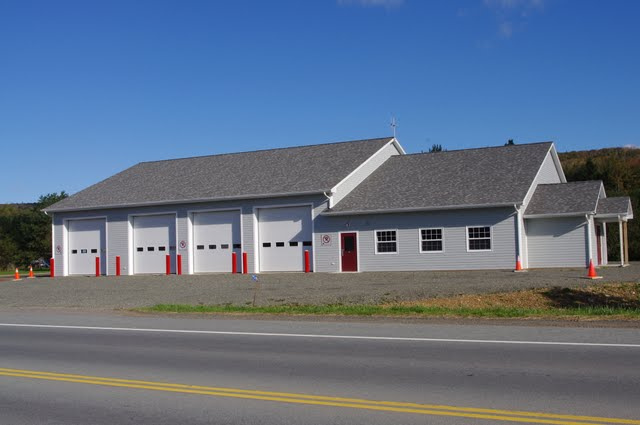
Feuerwehr

Highway 105 des Trans-Canada Highway, der am Bras d’Or Lake entlangführt, ist die Hauptzufahrtsstraße nach Whycocomagh.

## Bildung
Das Whycocomagh Education Center, in dem sich auch das Whycocomagh Eco Centre befindet, trägt auch die örtliche Grundschule. Eine historische Gesellschaft, die Whycocomagh Historical Society befasst sich mit der Geschichte der Doppelgemeinde, hat ein Buch zur Geschichte des Ortes publiziert und plant ein Museum.

## Persönlichkeiten
- James Hector MacDonald (1925–2025), römisch-katholischer Ordensgeistlicher, Erzbischof von Saint John’s, Neufundland 1991–2000
- Rita Joe (1932–2007), Dichterin und Songwriterin